# Eustrotia schencki
Eustrotia schencki är en fjärilsart som beskrevs av Embrik Strand 1912. Eustrotia schencki ingår i släktet Eustrotia och familjen nattflyn. Inga underarter finns listade i Catalogue of Life.